# دیستیکیا
دیستیکیا (انگلیسی: Distichia) به حالتی می‌گویند که مژه‌ای در یک بخش غیرعادی و نامعمول در پلک رشد کرده باشد. این اختلال در اثرِ جهش ژنی در انسان و سگ‌ها رخ می‌دهد. مژه‌های غیرطبیعی معمولاً از مجرای غدهٔ میبومین درگوشهٔ پلک خارج می‌شوند. این مژه‌ها معمولاً متعدد هستند و بیش از یک غده از مجرای یادشده نشأت می‌گیرد. این مژه‌ها ممکن است در پلک فوقانی یا تحتانی دیده شود و معمولاً دو طرفه (در هر دو چشم) است. در سگ‌ها، پلک تحتانی معمولاً فاقد مژه است.
دیستیکیا معمولاً علامت خاصی ندارد، چرا که مژه‌های غیرطبیعی‌اش نرم هستند. اما گاهی باعت تحریک چشم و ایجاد اشک‌ریزش، التهاب، زخم قرنیه و تشکیل جای زخم در قرنیه می‌شود. برخی گزینه‌های درمانی دیستیکیا شامل برداشتن دستی مژه‌ها، الکترولیز، سوزاندن، استفاده از لیزر کربن دی‌اکسید، کرایوتراپی و جراحی است.

## نژادهای سگ
مطابقه یافته‌های دامپزشکی، برخی نژادهای سگ بیشتر از بقیه آنان دچار دیستیکیا می‌شوند:
- کوکر اسپانیل
- داشهوند (به‌ویژه داشهوند مینیاتوری مو بلند)
- بولداگ
- پکینز
- یورکشایر تریر
- رتریور کُرک‌صاف
- سگ گله شتلند
- باکسر
- پودل[۴]

## مژهٔ نابجا
مژهٔ نابجا (Ectopic cilia) نوعی دیستیکیا است که در سگ‌های کم‌سن‌وسال دیده می‌شود، به خصوص در پودل‌ها، گلدن رتریور و شیتزو. مژه، از درون ملتحمه خارج و به سمت کرهٔ چشم (معمولاً در وسط چشم) بر می‌گردد که سبب درد شدید و زخم قرنیه می‌گردد. درمان مژهٔ نابجا، جراحی است.